# Мідделі
Мідделі (нід. Middelie) — село в нідерландській провінції Північна Голландія. Входить до муніципалітету Едам-Волендам.
Його площа становить 8,27 км², а населення станом на 2021 рік складало 720 осіб.
Перша згадка про населений пункт датується 1277 роком.
До 1970 року мало статус окремого муніципалітету.